# Lophophora williamsii
Lophophora williamsii, más conocida como peyote (de la palabra náhuatl peyotl)o jícuri (de la palabra hikuri, en lengua wixárika),es una especie de cactus norteamericano del género Lophophora.Es una especie endémica de México.
El peyote está incluido en la Lista Roja de la UICN como una especie en estado vulnerable. En México está clasificada como una especie sujeta a protección especial. Asimismo, la especie está protegida contra la sobreexplotación a través del comercio internacional de acuerdo a la convención CITES Apéndice II.
Es una especie conocida por los efectos de sus alcaloides feniletilamínicos, entre ellos la mescalina. Esta última es la sustancia responsable principal de sus efectos psicoactivos. Posee una larga tradición de uso tanto medicinal como ritual entre los indígenas americanos. En la actualidad se utiliza como enteógeno, en la medicina tradicional, recreativamente y como complemento de diversas prácticas psicoterapéuticas.

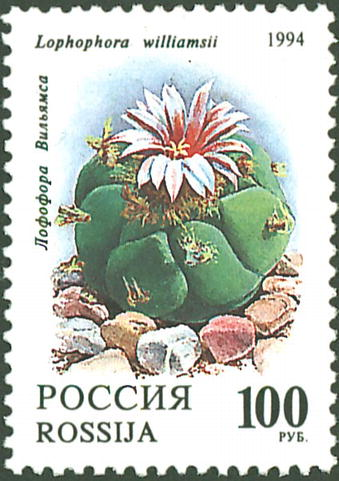
En un sello postal ruso

## Descripción
Es un pequeño cactus (de 2 a 12 cm de diámetro por unos 5 de altura), casi esférico y deprimido en el ápice, con el cuerpo dividido en 5 a 13 gajos en forma de botón, de color verde grisáceo a azulado; esta parte, también llamada corona, es la que se corta para que la raíz, gruesa y en forma de cono, mantenga la capacidad de generar nuevos hijuelos por encima del corte sin que se pudra. Las areolas, carentes de espinas (solo existen en el periodo juvenil de la planta), están recubiertas por una pelusilla blanquecina. Las flores, de color rosa pálido, surgen del ápice entre marzo y mayo. Todas las especies del género Lophophora son de crecimiento extremadamente lento: a menudo tardan más de 30 años en alcanzar la edad de floración (el tamaño de una pelota de golf, sin incluir la raíz).

## Distribución y hábitat
En el mapa se puede apreciar el área geográfica donde se distribuyen las especies del género Lophophora. Es endémico de México (estado de Querétaro hasta el norte de los estados de Chihuahua y Coahuila). Trabajos previos ya habían esbozado dicha distribución. Se encuentra principalmente en altitudes entre 100 y 1.500 m s. n. m. y, excepcionalmente, a 1.900 m s. n. m. en el desierto de Chihuahua, aunque también está presente en climas más templados del estado de Tamaulipas. Crece bajo los matorrales del desierto, particularmente matorrales espinosos, para protegerse de los depredadores, y sobre suelos calizos.
Se encuentra únicamente en las regiones desérticas de los estados de Nayarit, Chihuahua, Durango, Coahuila, Tamaulipas, Nuevo León, San Luis Potosí, y ocasionalmente en algunas pequeñas áreas de Querétaro, Jalisco y Zacatecas.

## Historia

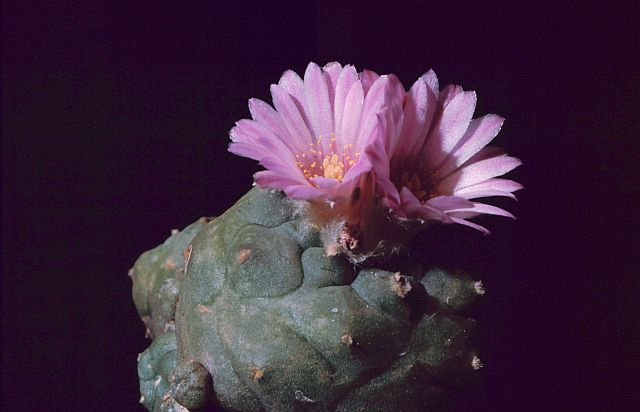
Flor.

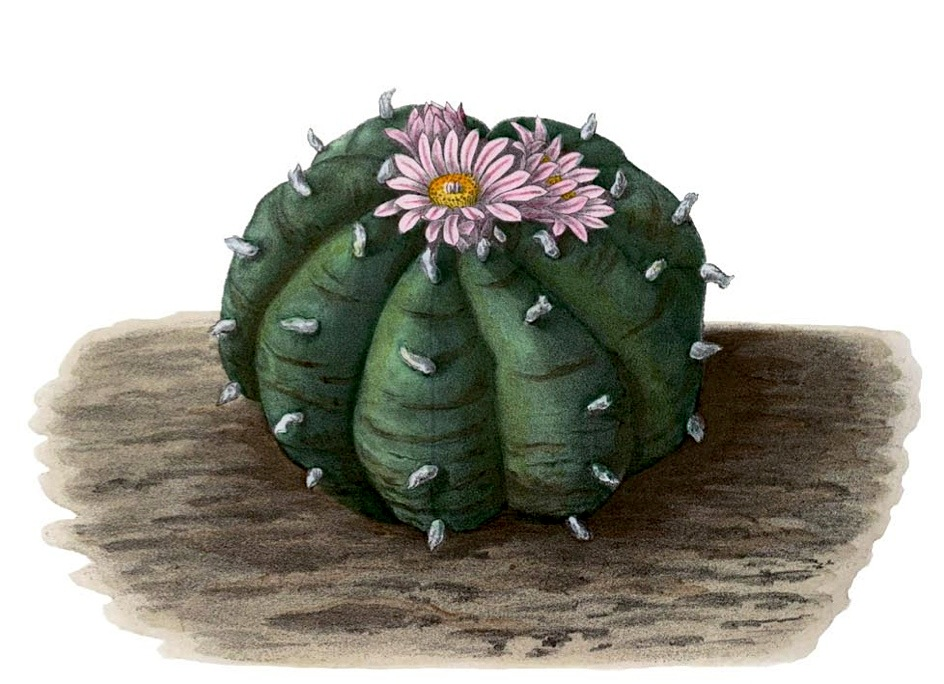
Ilustración

Desde la antigüedad, antes de que los europeos llegaran a la región de Mesoamérica, el peyote ya era utilizado y reverenciado por tribus nativas, tales como los mexicas, los huicholes del norte de México, y los navajos del suroeste de Estados Unidos, como parte de su espiritualidad tradicional. Excavaciones arqueológicas en el Río Grande de Texas, indican que es probable que los nativos norteamericanos utilizaran el peyote desde hace al menos cinco mil quinientos años. Es posible que dichas culturas hayan dejado textos o códices donde expresaran la forma de uso del peyote; sin embargo, estos pudieron haberse perdido o fueron destruidos por los conquistadores europeos. La primera referencia histórica de los europeos fue hecha por un misionero: el fraile franciscano Bernardino de Sahagún, quien en 1560 escribió sobre los efectos alucinógenos que producía su ingestión. En este trabajo escribió que los chichimecas fueron los primeros en descubrir y usar el peyote.
A finales de 1800, la tradición comenzó a extenderse hacia el norte, como parte del resurgimiento de la espiritualidad nativa bajo el auspicio de lo que vino a llamarse Iglesia Nativo Americana (Native American Church) y cuyos miembros se refieren al peyote como “la medicina”, utilizándola para combatir el alcoholismo y otras enfermedades sociales. Esta iglesia es solo una y la más visible entre las diversas organizaciones que utilizan esta planta en sus prácticas espirituales.

## Taxonomía
Lophophora williamsii fue descrita por (Lem. ex Salm-Dyck) J.M.Coult. y publicado en Contributions from the United States National Herbarium 3(2): 131 en 1894.
Sinonimia
- Echinocactus lewinii
- Lophophora williamsii var. lutea
- Echinocactus williamsii >Lem. ex Salm-Dyck
- Echinocactus williamsii var. luteus
- Mammillaria lewinii
- Lophophora williamsii var. lewinii
- Lophophora lewinii
- Anhalonium lewinii
- Lophophora jourdaniana
- Lophophora diffusa ssp. fricii
- Peyotl zacatensis var. fricii
- Lophophora fricii
- Lophophora williamsii var. echinata
- Lophophora echinata
- Lophophora lutea
- Mammillaria williamsii
- Anhalonium williamsii
- Lophophora williamsii var. fricii

## Cultivo

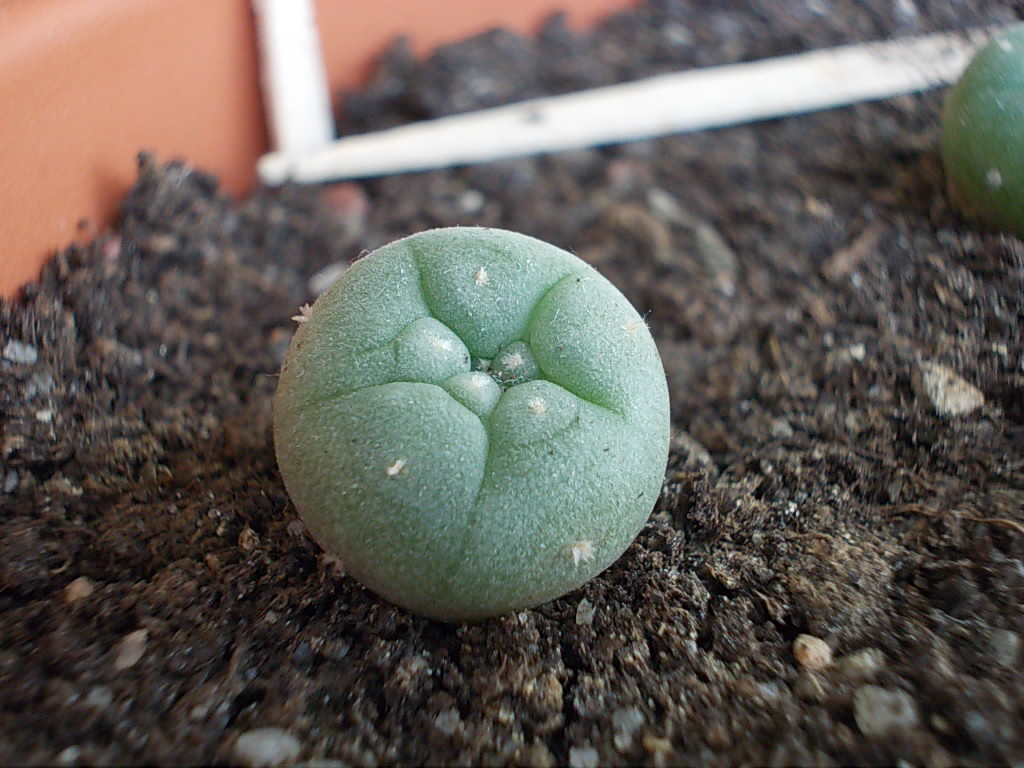
L. Williamsii de 1 año.

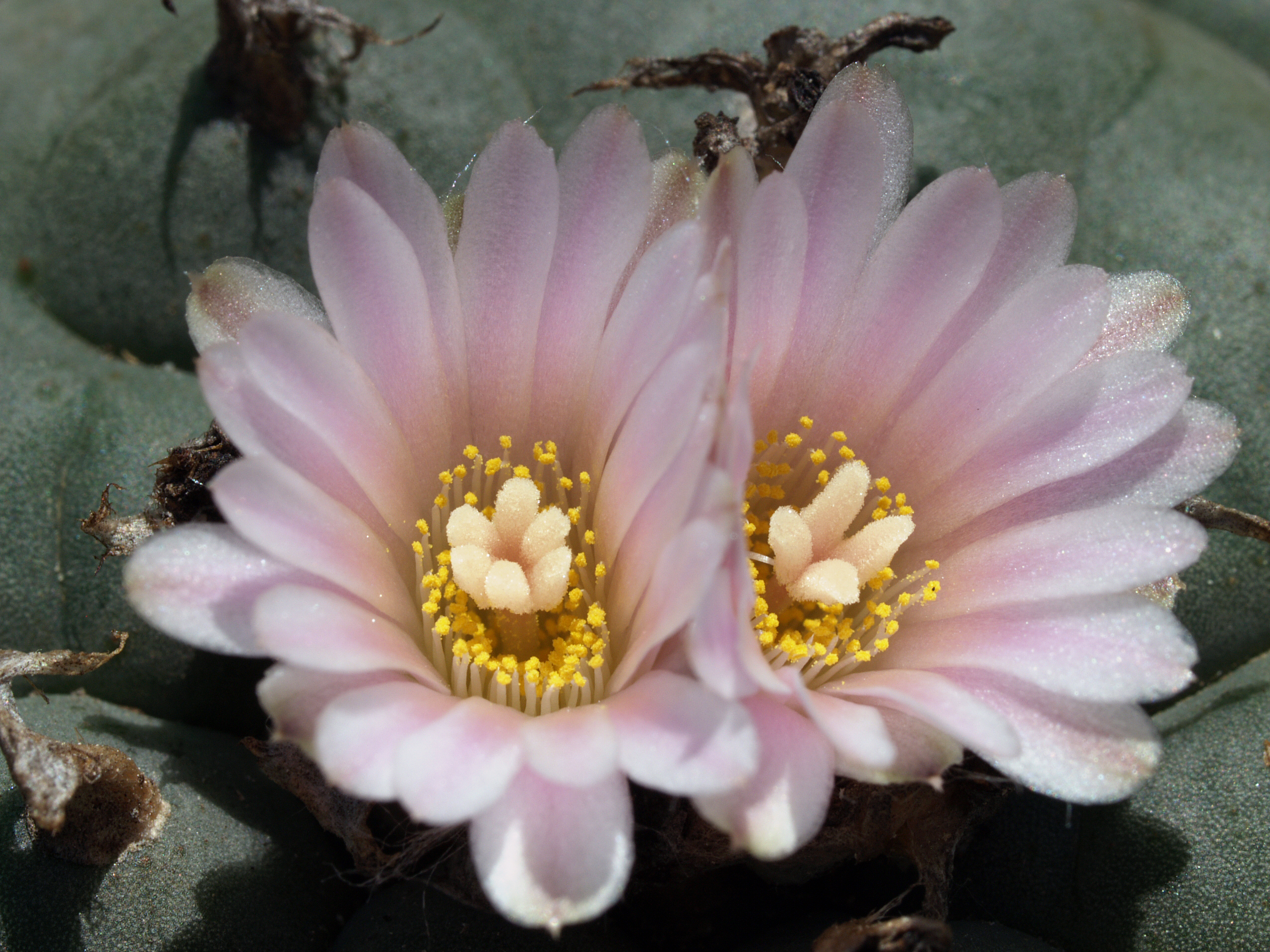
Detalle de la flor

Los especímenes cultivados crecen a mayor velocidad; normalmente tardan entre 6 y 10 años en alcanzar la madurez a partir de plántulas de semillero. Debido a este lento crecimiento y a la sobre-recolección a que está sujeto, se le considera una especie vulnerable.El cultivo es una importante herramienta de conservación para esta especie en particular.
Se puede lograr un crecimiento más rápido injertando Peyote en un cactus Echinopsis pachanoi, así como también en Echinopsis peruviana.

## Etimología
Fray Alfonso de Molina, en su diccionario, dice que la palabra deriva del náhuatl peyotl, lo cual significa algo como 'blancuzco', ‘sedoso’ o ‘suave’. Pero esta palabra siempre ha tenido diferentes significados de una manera genérica. En ciertas regiones de México se le denomina flor de mezcal, de donde posiblemente se tomó el nombre de mescalina para el principio activo y por lo que se generó una confusión con el vocablo mezcal, que es un destilado alcohólico de un agave común en algunas regiones del sur de México.

## Importancia cultural y económica

### Uso terapéutico
En algunos sitios se usa en psicoterapia, aunque su uso principal es como psicodélico. Aun siendo una de las drogas más potentes en cuanto a efectos psíquicos, algunos de sus efectos adversos restringen mucho su consumo.

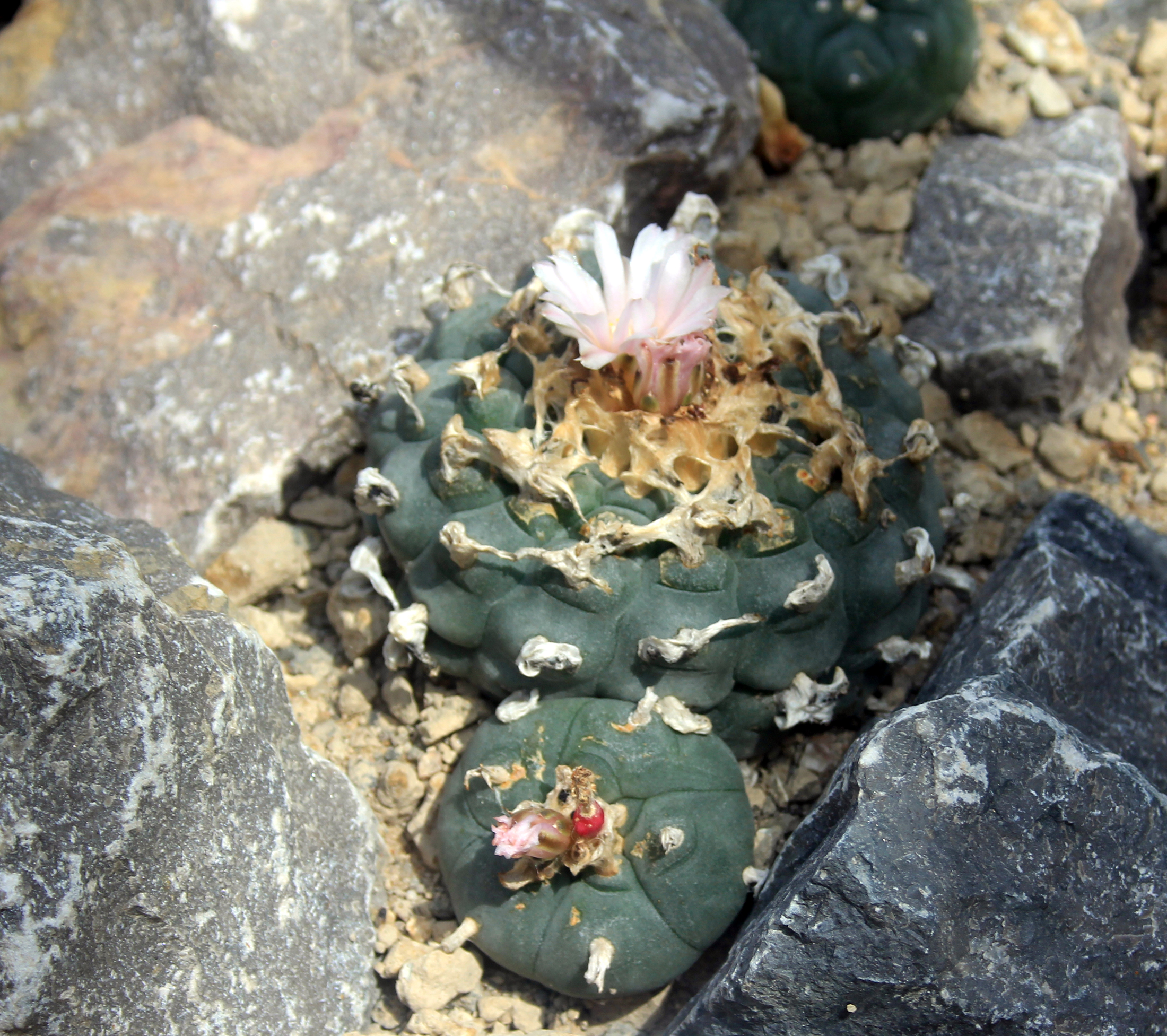
Vista de la planta en su hábitat

### Uso recreativo
Estos botones generalmente se mastican o se hierven en agua para elaborar un té psicotrópico. La dosis efectiva de la mescalina es de alrededor de 0,3 a 0,5 g, y la experiencia dura alrededor de 12 horas. Se recomienda hacerlo bajo supervisión médica, ya que es ilegal en algunos países.

### Composición química
Posee alcaloides (en torno al 6%) derivados de la fenilalanina-tirosina, entre ellos la mescalina (3,4,5- trimetoxi-B-fenetilamina), que es un poderoso alucinógeno. También contiene hordenina (n, n-dimetil-hidroxipeniletilamina), n-metilmezcalina, n-acetilmezcalina, lopoporina, tiramina, anhalamina, anhalonidina, peyotina y o-metilalonidina. El contenido de mezcalina en la planta fresca es de alrededor del 0,4%, y de entre 3 y 6% en la planta seca. Después del peyote, el cactus San Pedro (Echinopsis pachanoi) es el que mayor concentración del alcaloide mescalina presenta.

## Estado de conservación
Desde el año 2017 Lophophora williamsii está incluida en la Lista Roja de la Unión Internacional para la Conservación de la Naturaleza (UICN) como una especie en estado vulnerable.
En México está clasificada como una especie Sujeta a protección especial (Pr) de acuerdo a la Norma Oficial Mexicana NOM-059-SEMARNAT-2010: «Especies que podrían llegar a encontrarse amenazadas por factores que inciden negativamente en su viabilidad, por lo que se determina la necesidad de propiciar su recuperación y conservación o la recuperación y conservación de poblaciones de especies asociadas».
Actualmente está protegida contra la sobreexplotación a través del comercio internacional de acuerdo a la Convención sobre el Comercio Internacional de Especies Amenazadas de Fauna y Flora Silvestres (CITES Apéndice II): «especies amenazadas con poblaciones que se han visto muy reducidas, aunque no están en peligro extinción, aplicando los controles necesarios para su comercialización».
La promoción del Cactus de San Pedro como sustituto del Peyote puede actuar como una intervención para reducir el consumo de Peyote.

## Legalidad
Estados Unidos
En los Estados Unidos, donde existen leyes federales, el uso del peyote por parte de los miembros de la Native American Church (“Iglesia nativo americana”) es legal y no está limitado.
México
El gobierno mexicano otorga un permiso a los nativos huicholes, con el fin de moderar su consumo. Además tiene firmados convenios internacionales en los que tiene el compromiso de respetar las tradiciones y costumbres de las comunidades indígenas.
La Ley Estatal para el Desarrollo de las Comunidades y Pueblos indígenas reconoce a este como "planta sagrada", por lo que no se prohíbe transportarlo, utilizarlo y cultivarlo dentro de sus actividades.
Canadá
La mescalina se encuentra listada como sustancia controlada bajo el estatuto federal de sustancias y drogas controladas (Controlled Drugs and Substances Act); sin embargo, el peyote está específicamente exento.
Internacional
El artículo 32 de la Convención sobre sustancias psicotrópicas permite eximir de la prohibición ciertos usos tradicionales; sin embargo, esta exención solo se aplicaría si la planta fuera añadida a la lista de dicha Convención, ya que actualmente solo es aplicable a los compuestos químicos. El peyote y otras plantas psicodélicas no están listadas ni reguladas por la Convención.